# PeaceMaker
Vous lisez un « article de qualité » labellisé en 2010.
Pour les articles homonymes, voir Peacemaker.
PeaceMaker est un jeu vidéo développé par le studio américain ImpactGames, sorti en février 2007 pour Windows et Mac OS. Il s’agit d’une simulation géopolitique reproduisant le conflit israélo-palestinien. Classé parmi les jeux sérieux, il est souvent présenté comme « un jeu vidéo pour promouvoir la paix ».
Le jeu est à l’origine un projet porté en 2005 par une petite équipe d’étudiants de l’Université Carnegie-Mellon. Deux d’entre eux fondent par la suite un studio de développement dans le but de terminer le projet.
Le joueur incarne au choix le Premier ministre israélien ou le Président de l’Autorité palestinienne. Il est confronté à des événements d’actualité, présentés avec des photos et des vidéos d’évènements réels. Dans un système de jeu proche de la stratégie au tour par tour, il doit réagir et prendre les décisions politiques et militaires incombant à sa fonction. Le but du jeu est de résoudre le conflit pacifiquement par la solution à deux États.
PeaceMaker a reçu des critiques positives de la presse spécialisée et grand public et a remporté plusieurs prix. Il fut salué pour la qualité de son système de jeu et la pertinence du traitement du conflit. Il est considéré comme un titre important pour la reconnaissance du jeu sérieux et devient un emblème du genre. Sa réelle portée éducative est jugée à même de permettre une meilleure compréhension du conflit israélo-palestinien et de promouvoir la paix.

## Système de jeu
PeaceMaker est une simulation gouvernementale, intégrant des éléments de stratégie au tour par tour. Le joueur incarne au choix le Président de l’Autorité palestinienne ou le Premier ministre israélien, et doit parvenir à résoudre le conflit pacifiquement. 

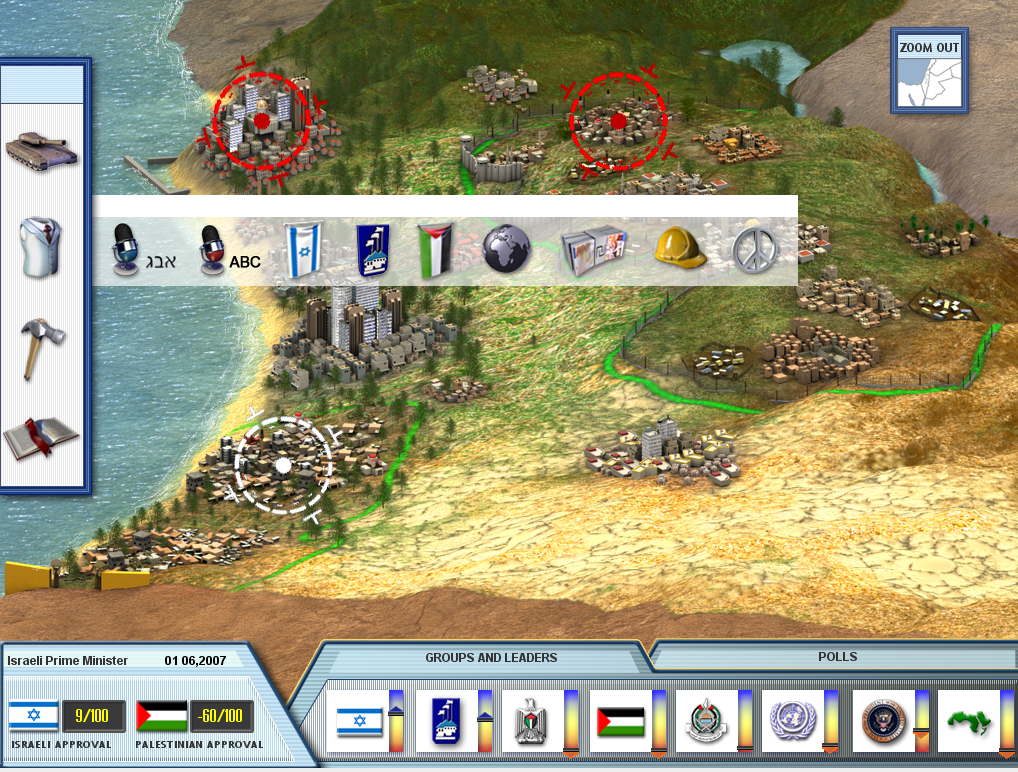
L’interface de jeu inclut une carte de la région, rappelant les normes de la stratégie au tour par tour.

L’écran de jeu est constitué d’une carte, à la manière de Civilization, couvrant la bande de Gaza, la Galilée, la Cisjordanie et le nord du Néguev. À chaque tour de jeu, les événements s’étant déroulés pendant la semaine sont indiqués sur la carte. Le joueur accède à une actualité accompagnée de photos et d’extraits vidéo réels, rapportant par exemple une manifestation ou un attentat.
Chaque semaine, le joueur prend une décision concernant la sécurité, la construction ou la politique. Il peut demander l’avis de deux conseillers aux vues divergentes. Le président palestinien est aidé d’un conseiller national et d’un conseiller étranger. Le Premier ministre israélien dispose des opinions d’un faucon, prônant la sécurité et la répression, et d’une colombe, sensible aux conditions de vie des palestiniens. 
Le joueur a accès à un éventail de décisions, comme prononcer un discours, participer à des négociations internationales ou lancer des opérations militaires. Reflétant l’aspect asymétrique du conflit, les deux dirigeants n’ont pas accès aux mêmes actions. Le Premier ministre israélien dispose d’un important pouvoir financier et militaire, et peut par exemple ordonner des frappes de missiles, le retrait de l’armée ou le renforcement du couvre-feu. Le président palestinien est beaucoup plus démuni, et doit demander l’aide d’acteurs tiers pour la plupart des actions,.

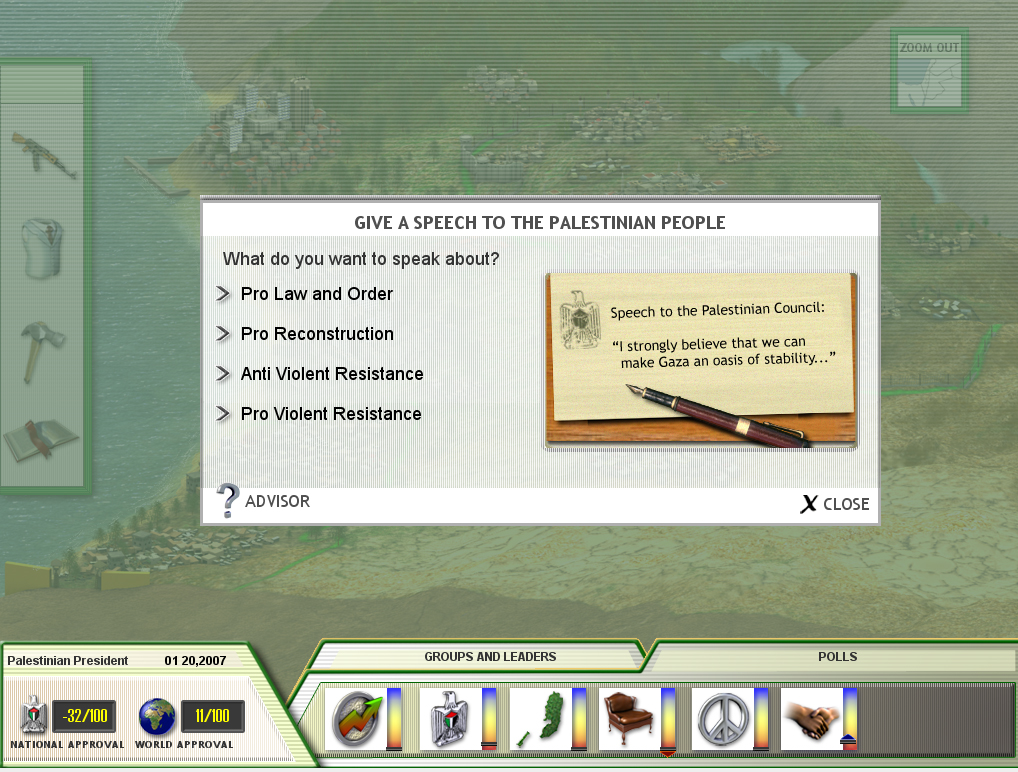
Le joueur effectue une action à chaque tour de jeu, comme donner à son peuple un discours à l’orientation politique désirée.

L’un des points essentiels du jeu tient au fait que les actions du joueur n’ont pas forcément l’effet escompté. Par exemple, une offre d’aide médicale israélienne quelque temps après une frappe aérienne sera refusée, et dégradera encore davantage les relations avec la Palestine,.
Les actions du joueur provoquent des réactions immédiates, comme des protestations du public ou des critiques politiques. Elles influent aussi sur plusieurs variables à long terme, classées en deux catégories. La première est l’approbation de la politique du joueur par différents groupes et dirigeants. La seconde couvre des indicateurs économiques, sociaux ou politiques. Leurs valeurs sont affichées à l’écran sont forme de thermomètres.
Chaque dirigeant doit tenir compte de l’approbation du leader opposé, des deux peuples, des Nations Unies, des États-Unis et du monde arabe. Le président palestinien doit en plus composer avec le Fatah et le Hamas ; et le Premier ministre israélien avec le Conseil de Yesha (représentant les colons) et l’ensemble des groupes militants palestiniens (comme le Jihad islamique, les Brigades Izz al-Din al-Qassam ou les Brigades des martyrs d’Al-Aqsa).
Le joueur peut consulter des sondages transcrivant les différents indicateurs. Chaque dirigeant est renseigné sur son leadership et la qualité des relations avec l’autre camp. Dans le camp palestinien, les sondages concernent l’autorité du président, l’opinion du palestinien moyen envers Israël, la santé économique et l’indépendance du pays. Du côté israélien, ils reflètent le sentiment d’insécurité, la répression et la compassion des israéliens à l’égard des palestiniens.
Les opinions des différents groupes sont synthétisées par deux compteurs de score affichés à l’écran. Allant de -100 à 100, ils mesurent le soutien de deux groupes. Dans le rôle du Premier ministre israélien, il s’agit des peuples israélien et palestinien ; dans celui du président palestinien, de ses concitoyens et de la communauté internationale. La partie commence avec les deux compteurs à zéro. Si l’un des deux tombe trop bas, c’est la fin de partie : le dirigeant est démis de ses fonctions, ou la troisième Intifada est déclenchée. Lorsque les deux sont au maximum, le conflit est résolu par la solution à deux États.

## Développement
PeaceMaker est à l’origine un projet réalisé en 2005 par une petite équipe d’étudiants du Master of Entertainment Technology de l’Université Carnegie-Mellon de Pittsburgh, formation pluridisciplinaire mêlant beaux-arts et informatique. L’Américain Eric Brown et l’ancien officier israélien Asi Burak sont producteurs du jeu. Tim Sweeney est le game designer principal, assisté de Olive Lin, de la scénariste Victoria Webb et du compositeur Ross Popoff. La programmation est prise en charge par Eric Keylor et Lin. L’équipe est encadrée par deux professeurs de l’université,,,,,,.

« Notre but était de créer une expérience interactive sur l’un des conflits politiques les plus graves au monde. Notre mission était de prouver qu’une telle expérience pouvait toucher un public nouveau, et porter un message d’entente d’une manière nouvelle. »

— Asi Burak.
Pour établir un prototype de game design, l’équipe se sert de jeux de plateau. Ils permettent d’avoir des premières idées de modélisation des différentes parties du conflit. Ils sont ensuite adaptés en un jeu de dés qui pourra être programmé. Le résultat est ajusté après de nombreuses itérations. Le moteur logique et l’intelligence artificielle sont développés en Java. L’interface graphique exploite les technologies Adobe Flash et QuickTime. Les différents éléments graphiques du jeu sont réalisés par Patrick Bannan. Il utilise les logiciels 3ds Max, Adobe Photoshop et Adobe Illustrator, selon un cycle de modélisation 3D, application de textures et illumination. La carte de la région reçoit une attention particulière, et n’est finalisée qu’après de très nombreuses itérations. Les icônes du jeu nécessitent entre une et six heures de travail, et sont affinées par des tests utilisateur.

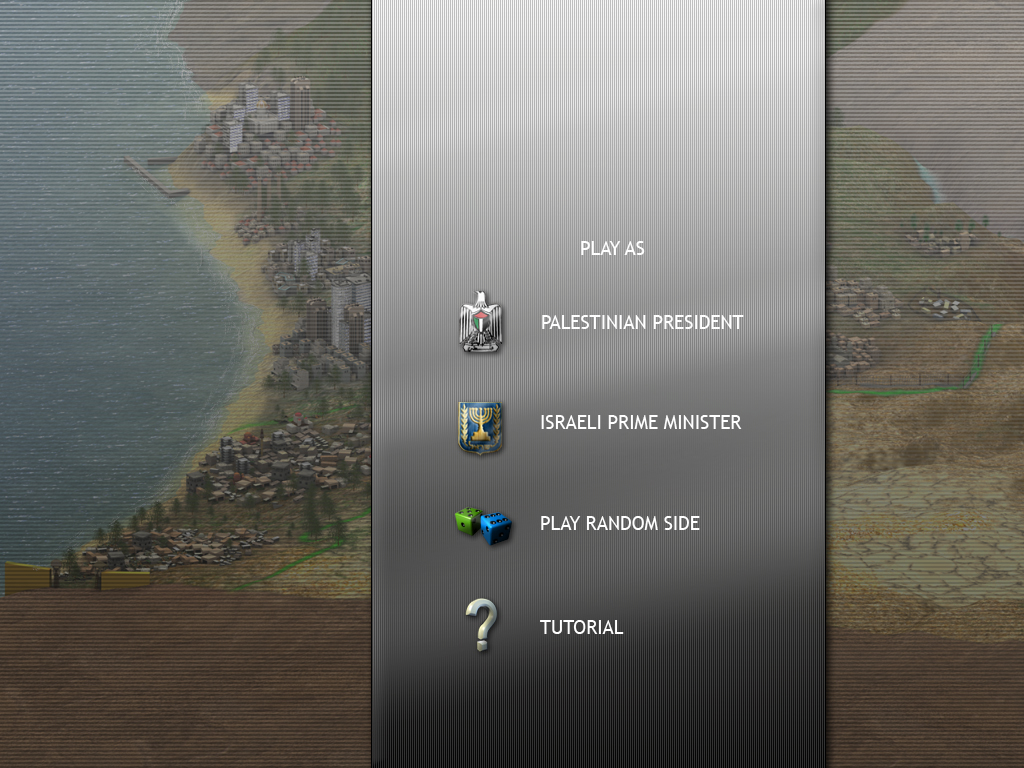
Avoir le choix du dirigeant à incarner, entre le président de l’Autorité palestinienne et le Premier ministre israélien, constitue le cœur de l’aspect éducatif du jeu.

Un prototype du jeu est présenté à la Game Developers Conference en 2005. Devant l’excellent accueil fait au jeu, Brown et Burak décident de mener à terme le projet, pour le diffuser au grand public et aux éducateurs. Ils fondent, une fois diplômés, le studio de développement ImpactGames. Ils ambitionnent de produire d’autres jeux dans le même esprit que PeaceMaker. Leur objectif est « d’avoir un impact sur la société, et de promouvoir le changement au travers des médias interactifs ». Ils souhaitent également influencer l’industrie du jeu vidéo, en faisant « quelque chose de comparable au rôle des documentaires dans l’industrie du cinéma »,. Pour que le jeu soit totalement neutre, ils souhaitent la contribution de Palestiniens ; deux rejoignent l’équipe de développement.
Initialement, les développeurs ne souhaitent pas proposer une fin bien définie, afin d’éviter toute controverse. La victoire était définie par une baisse suffisante de la violence dans la région. Les réactions recueillies chez les premiers joueurs montrent qu’ils souhaitent « une fin plus significative ». Ils consultent des experts des deux parties du conflit et du point de vue américain. Ils choisissent la solution à deux États, essentiellement en raison de son soutien par les résolutions des Nations Unies, la feuille de route pour la paix et l’initiative de paix arabe,.
Ce choix est un des postulats posés par les développeurs. Le game designer Tim Sweeney, s’il admet que ces suppositions sont discutables, revendique le droit de délimiter le cadre de l’œuvre. Il estime qu’elles ne favorisent aucun camp, mais plutôt la paix. Les développeurs partent ainsi du principe que les deux parties souhaitent la paix, que le joueur peut influer sur les événements, mais n’a pas le contrôle total de son camp, et que le chemin vers la fin du conflit passe par de petites étapes concrètes.
La première version stable de PeaceMaker, téléchargeable sur le site de l’éditeur, sort le 1er février 2007. Une version en boîte est commercialisée sur le site Amazon.com quatre mois plus tard. Il est jouable en anglais, hébreu et arabe, dans le but de renforcer la représentation des multiples points de vue du jeu. Le jeu est vendu au prix de vingt dollars américains. ImpactGames a reçu de nombreuses critiques à ce sujet, estimant qu’un tel jeu devrait être gratuit. Ce point avait fait l’objet d’un long débat au sein de l’équipe. Eric Brown explique que ce choix leur permettait de trouver plus facilement des investisseurs. De plus, ils souhaitent établir un exemple dans l’industrie de jeu au contenu mature et commercialement viable,.

## Accueil
| Publication                         | Note                           |
| ----------------------------------- | ------------------------------ |
| RU Eurogamer                        | 7 sur 10                       |
| RU PC Gamer                         | 82 %                           |
| Compilations de plusieurs critiques |                                |
| Metacritic                          | 75 % (basé sur cinq critiques) |

PeaceMaker reçoit des critiques positives des publications spécialisées et de la presse grand public. Dans un article publié dans Gamasutra, Ernest Adams affirme que le jeu est « plaisant et stimulant », et recèle une grande subtilité. Il le compare à Balance of Power, une simulation géopolitique sur la Guerre froide, publiée par Chris Crawford en 1985. Adams estime que là où Balance of Power se résume à un jeu à somme nulle, PeaceMaker propose un « challenge plus riche et corsé ». Tony Fortin établit la même comparaison, estimant que PeaceMaker est plus proche de cette simulation que des jeux sérieux habituels. Il affirme qu’il s’agit d’un « vrai jeu, exigeant et riche en possibilités ».
Oliver Clare de Eurogamer relève quelques fautes mineures de game design, qu’il impute à l’inexpérience de ImpactGames en matière d’interface. Le thème restreint du jeu limite selon lui la replay value et l’attrait du jeu. Il souligne que le jeu ne présente pas de biais, et possède un « potentiel éducatif extraordinaire ». Clare affirme avoir souffert devant toutes les tragédies prenant place dans le jeu ; et que la première fois qu’il a remporté la partie il en a eu les larmes aux yeux : « durant quelques instants poignants, vous avez un minuscule aperçu de ce que la coexistence pacifique au Proche-Orient pourrait provoquer comme sentiment, de ce qu’elle pourrait signifier ». Judy Siegel-Itzkovich de The Jerusalem Post a un avis similaire, affirmant que le jeu est « immersif » et qu’« apprendre les origines et le contexte du conflit peut être très instructif ». Son confrère Calev Ben-David affirme être impressionné par la qualité des graphismes et des textes. Il apprécie également les conditions de victoire : selon lui, imposer un délai aurait été irréaliste.
Les critiques s’accordent à dire que le modèle proposé par le jeu est pertinent. Pour Alexander Gambotto-Burke de The Guardian, le jeu est « une simulation étonnamment sophistiquée du conflit israélo-palestinien ». Dans une chronique publiée en juillet 2009, Steven Poole affirme que le jeu propose « un modèle approximativement juste des alternatives des deux parties d’un conflit existant en matière de politique et de sécurité », et qu’il a été encensé à juste titre. Poole souligne que le côté réellement éducatif du jeu tient au fait que les intentions du joueur ne conduisent pas forcément aux actions escomptées. Selon son analyse, PeaceMaker fait comprendre au joueur que « les personnes au pouvoir ne contrôlent pas tout, et peuvent, elles-aussi, être à la merci des événements ». Marc MacKinnon de The Globe and Mail est du même avis, affirmant que PeaceMaker parvient à « faire ressentir au joueur l’impossibilité de la tâche de Mahmoud Abbas et Ehud Olmert ». Pour Tony Fortin, la complexité de la géopolitique est « rigoureusement restituée ». De plus, le joueur est amené à comprendre les réalités politiques derrière la résolution du conflit : « [L’]idéal [de paix] est enferré dans des rapports de force multiples et un quotidien extrêmement dur face auquel l’opinion attend des réponses urgentes. » Il estime également le jeu neutre, ne cédant ni à l’idéologisme ni au politiquement correct.
En juillet 2007, PeaceMaker est le second jeu PC le plus vendu de la semaine en Amérique du Nord sur le site marchand Amazon.com. Celui-ci évoque « une demande subitement très élevée », qu’Asi Burak attribue à une interview donnée à la National Public Radio le même mois,. Le jeu s’est vendu à 100 000 exemplaires à travers le monde à la date de février 2008.

## Impact
L’industrie du jeu vidéo, née en 1972 avec la sortie de Pong, connaît au début des années 1980 une forte créativité. Les faibles coûts de production et l’accessibilité du développement informatique permettent une grande liberté des auteurs. Après le krach du jeu vidéo de 1983, Nintendo relance en 1985 l’industrie en imposant un fort contrôle sur la production. Seules des sociétés agréées par le constructeur peuvent développer sur la NES. Les autres constructeurs adopteront la même politique. L’argent prend une place de plus en plus importante dans l’industrie au cours des années 1990. Un jeu coûte de plus en plus cher à produire, rendant les prises de risque difficiles.
La généralisation d’Internet offre une alternative aux circuits de distribution traditionnels, par le téléchargement de gratuiciels ou via des plates-formes telles Steam, et plus tard Xbox Live Arcade, PlayStation Network ou WiiWare. Les nouveaux outils de développement grand-public permettent une démocratisation de la production de jeux. Ces éléments permettent l’essor de nouvelles dynamiques dans le monde du jeu vidéo, comme le jeu vidéo amateur, le jeu vidéo indépendant ou le jeu sérieux. Cette dernière catégorie désigne des jeux traitant de thématiques graves, comme la guerre, le réchauffement climatique ou le découpage électoral. Dans les années 2000, ces jeux reçoivent un traitement plus important de la presse grand public et spécialisée. Ils sont toutefois très critiqués pour des faiblesses de game design et de gameplay, ce qui leur vaut une mauvaise réputation,,.

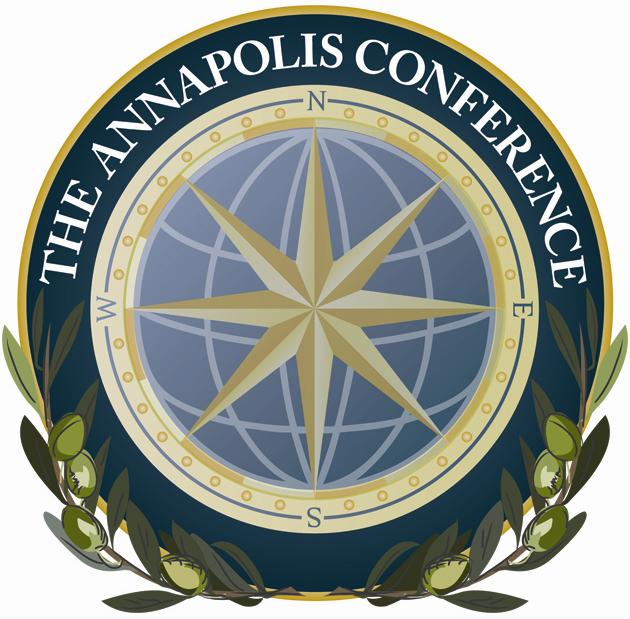
À l’occasion de la conférence d’Annapolis, le Centre Peres pour la Paix finance une distribution du jeu à grande échelle en Israël et en Palestine.

PeaceMaker est devenu un emblème du jeu sérieux, et un acteur dans la reconnaissance du genre. En 2006, il remporte le prix d’une compétition organisée par l’université de Californie du Sud, intitulée « Réinventer la public diplomacy à travers les jeux ». Il reçoit en 2007 le prix du « Best Transformation Game ». Ce prix récompense le meilleur jeu « confrontant les joueurs à des enjeux sociaux, à un degré profond et significatif, et dont les buts et les effets ne sont rien de moins que de provoquer un important changement de pensée ou d’attitude ». Il est décerné par l’association Games for Change, dont la mission est de soutenir « les jeux confrontant des enjeux sociaux actuels dans le but de promouvoir une société plus juste et équitable ». Suzanne Seggerman, cofondatrice de l’association, a déclaré en 2009 qu’au même titre que Darfur is Dying, Food Force et Ayiti: The Cost of Life, PeaceMaker était un de ces jeux, ayant eu un réel impact,,.
PeaceMaker est présenté par ses créateurs comme « un jeu vidéo pour enseigner la paix », et est en premier lieu destiné aux étudiants israéliens et palestiniens. En novembre 2007, le Centre Peres pour la Paix finance la distribution de 100 000 exemplaires du jeu en Israël et en Palestine. 75 000 copies sont envoyées aux abonnés du quotidien israélien Haaretz, 10 000 aux abonnés du quotidien palestinien Al-Quds. Les 15 000 restantes sont distribuées dans des lycées des deux États. Cette action est faite en marge de la conférence d’Annapolis, au cours de laquelle toutes les parties s’accordent sur la solution à deux États. Peu après, le Centre met en place un programme éducatif, le « PeaceMaker Educational Program ». Il consiste à utiliser le jeu dans des lycées israéliens et palestiniens, et mener un débat encadré par des intervenants. Plus de cinquante ateliers sont tenus en 2008, impliquant 1 600 étudiants des deux États. Ce total s’élève à 3 000 étudiants en septembre 2009.

« Est-ce que PeaceMaker peut amener la paix ? Non. Cela dépend des sentiments et du jugement des habitants du Moyen-Orient, des régions touchées comme des pays voisins. Peut-il promouvoir la paix, comme il en fait son objectif ? Sans aucun doute, s’il touche un public assez large. ImpactGames veut que PeaceMaker soit plus qu’un outil scolaire ; ils espèrent qu’il sera un jeu réellement populaire, et un tremplin pour le dialogue entre de nombreuses personnes. »

— Ernest Adams, The Designer’s Notebook: Asymmetric Peacefare

## Héritage
ImpactGames lance en février 2008 le programme Play the News. Il s’agit d’une plate-forme de publication web, permettant de créer des mini-jeux basés sur l’actualité. L’idée est de permettre une meilleure compréhension d’un événement grâce à l’interactivité, plutôt que par une lecture passive. Un jeu est calibré pour durer de dix à vingt minutes, et être développé en une journée.
Un jeu est divisé en trois phases. Le joueur est d’abord renseigné sur l’événement et son contexte, à l’aide notamment de chronologies et de cartes. Ensuite, il a la possibilité de jouer successivement dans la peau des différents acteurs de l’événement. Il lui est demandé de prendre une décision, reflétant son opinion sur ce que l’acteur devrait faire. Enfin, le joueur doit prédire ce que l’acteur prendra comme décision selon lui. Lorsque le joueur revient sur le site plus tard, les décisions qui ont été prises dans le monde réel lui sont présentées. Play the News est construit autour d’une communauté, où chaque joueur a un profil. Le joueur a ainsi accès à des statistiques sur la justesse de ses prédictions et la tendance de ses opinions (populaires ou marginales dans la communauté).
Peu après le lancement de Play the News, Ian Bogost juge le résultat « très casual », et craint qu’il ne se résume à de simples quiz. Il estime cependant que le jeu présente un certain potentiel pour impliquer les gens dans l’actualité, « en les faisant réfléchir sur ce qui va se passer et en les incitant à lire des articles à côté desquels ils seraient passés autrement ». Le jeu est en mai 2009 le lauréat du premier « Knight News Game Awards » décerné par l’association Games for Change. Ce prix est destiné aux « jeux journalistiques », dans le sens où ils « améliorent la faculté de prise de décision du joueur au sein d’une démocratie »,.

### Médias externes
- [vidéo] « Peacemaker History Trailer », sur YouTube
- [vidéo] « Peacemaker Gameplay Trailer », sur YouTube